# Cư Kuin
Cư Kuin (phát âm: /Chư Quynh/, chữ viết Êđê: Čư Kuiñ) là một huyện cũ thuộc tỉnh Đắk Lắk, Việt Nam. Ngày 12/6/2025 giải thể huyện Cư Kiun theo Sáp nhập tỉnh, thành Việt Nam 2025

## Địa lý
Huyện Cư Kuin nằm ở phía nam tỉnh Đắk Lắk, cách trung tâm thành phố Buôn Ma Thuột 19 km và có vị trí địa lý:
- Phía đông nam giáp huyện Krông Bông
- Phía tây bắc giáp thành phố Buôn Ma Thuột
- Phía tây nam giáp huyện Krông Ana
- Phía đông bắc giáp huyện Krông Pắc.

Huyện có diện tích 288,30 km², dân số năm 2019 là 103.842 người, mật độ dân số đạt 360 người/km².
Đây cũng là điểm cuối của đường cao tốc Khánh Hòa – Buôn Ma Thuột.

## Hành chính
Huyện Cư Kuin có 8 đơn vị hành chính cấp xã trực thuộc, bao gồm 8 xã: Dray Bhăng (huyện lỵ), Ea Bhôk, Ea Hu, Ea Ktur, Ea Ning, Ea Tiêu, Hòa Hiệp và Cư Êwi. Ngày 12/6/2025 theo kế hoạch Sáp nhập tỉnh, thành Việt Nam 2025 giải thể huyện Cư Kuin tạo thành các xã nhỏ hơn

## Lịch sử
Tên huyện được đặt theo tên dãy núi Cư Kuin (còn được viết là Cư Ouie), dãy núi nằm ở phía đông bắc huyện, tại ranh giới với huyện Krông Pắc.
Tại vùng này, người sắc tộc Êđê sống từ lâu đời trong các buôn làng, chủ yếu sống du canh du cư. Đất bằng phẳng với rừng đại ngàn cổ thụ cao lớn, ao hồ rộng lớn, địa hình khá hiểm trở, thú rừng chim chóc phong phú. Có một dãy đồi lớn trong đó có đỉnh Cư Kuin, thực vật nguyên sinh rất nhiều. Việc đi lại chủ yếu dùng voi và đi bộ tính khoảng cách bằng ngày đường.
Khoảng từ năm 1950 trở đi các đồn điền cà phê, cao su bắt đầu được trồng trên diện tích rộng lớn, khu vực giáp ranh Tp Buôn Ma Thuột hiện nay và dọc quốc lộ 21 kéo dài (nay là quốc lộ 27). Chủ yếu của người Pháp, người Kinh một số của người Hoa, quanh các đồn điền này có rào thép gai và chòi canh kiên cố, các dãy nhà công nhân lao động, ban quản lý đều nằm trong hệ thống khép kín, nhân công cả người đồng bào cả người kinh. 

Con đường đất đỏ dẫn vào các rẩy cà phê của Huyện những con đường này đã đi vào huyền thoại của miền đất Tây Nguyên

Chừng khoảng 1955 - 1957 một số người công giáo di dân từ miền Bắc vào 1954 -1955 sống tại một số tỉnh miền Nam, theo giới thiệu và chấp thuận của tỉnh trưởng Dac Lac lúc bấy giờ. Họ đã vào vùng đất này hình thành dần các ngôi làng như: Trung Hòa, Kim Châu, Kim Phát - Kim Thành, Yang Sơn - Đông Sơn. Khai hoang núi rừng phát nương làm rẩy, làm ruộng nơi trũng chủ yếu là sức người, sức kéo trâu bò. Phía Tây Bắc trồng cà phê đạt năng suất, trở thành nguồn thu nhập chủ yếu cho gia đình. Họ đã có tích lũy để xây dựng nhà cửa thay dần nhà tranh vách nứa, mua sắm nông cụ, máy móc phục vụ sản xuất. Phía Nam núi đồi nhiều và giáp dòng sông làm ruộng nước, khai thác cát có trồng cây công nghiệp nhưng hiệu quả ít.
Cho đến năm 1960 địa bàn này thuộc quyền quản lý của thị xã Buôn Ma Thuột và một phần thuộc huyện Lắk (vùng Kim Châu Phát).
Người dân tộc tại chỗ cũng đi vào ổn định định cư cùng người kinh. Phần khai hoang chỉ canh tác vào mùa mưa, vào mùa khô bắt đầu có các thảo nguyên cỏ tranh, cỏ gấu, cây bớp bớp., sống láng giềng với các buôn người Êđê.
Phần còn lại vẫn rừng núi, rừng cổ thụ, suối nước, hồ rộng. Đất đai hoang sơ nhiều tre, nứa, lồ ô, một số ít đất quảng canh làm lúa rẩy của người Êđê và các đồn điền Cà phê, cao su. Năm 1974 chính quyền miền Nam thành lập xã Cư Bua (hay Cư Edru), xã Ea Tiêu, Ea Bông, Ea Na thuộc thị xã Buôn Ma Thuột. Các xã Hòa Hiệp, Ea Bhốk, Ea Ktur thuộc quận Phước An.
Sau 1975 thực hiện kế hoạch đi kinh tế mới, người dân di cư vào lập các nông trường quốc doanh cao su và cà phê. Thời kỳ đầu đang còn nhiều khó khăn, vì phải khai hoang gần như mới hoàn toàn diện tích. Săn bắn, xẻ gỗ đã trở thành một nghề của một số người. Công nhân của các nông trường làm việc tập trung theo chế độ bao cấp, trồng mới được nhiều diện tích cà phê, cao su số ít điện tích được tiếp quản và phát triển từ các đồn điền cà phê, cao su cũ. Dân số trước và sau năm 1975 dần được tăng lên chủ yếu tăng theo cơ học.

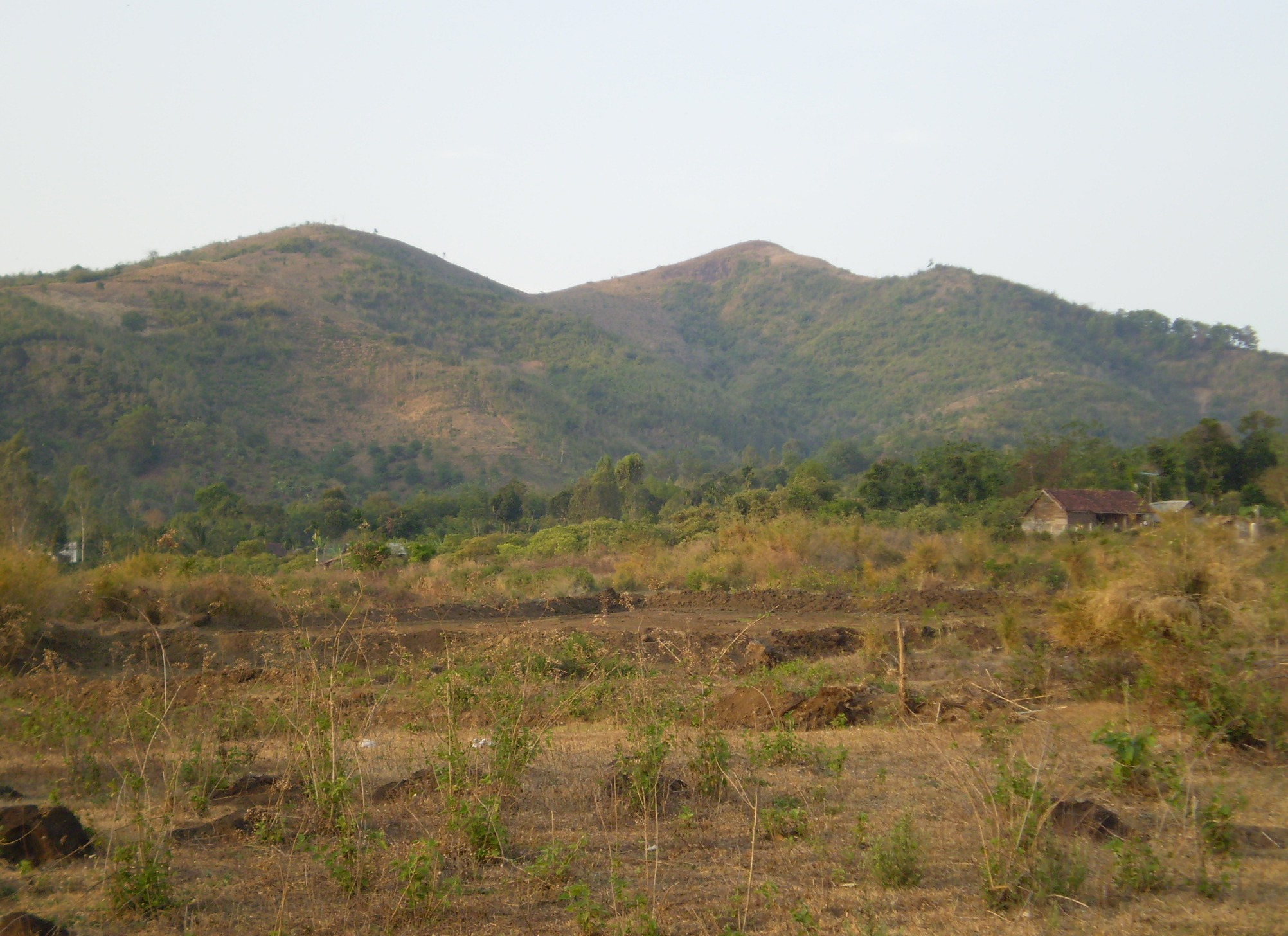
Đồi Cư Kuin

Ngày 19 tháng 9 năm 1981, Hội đồng Bộ trưởng ban hành Quyết định 75-HĐBT. Theo đó, thành lập huyện Krông Ana trên cơ sở tách 4 xã: Ea Bông, Ea Na, Ea Tiêu, Quảng Điền thuộc thị xã Buôn Ma Thuột và 3 xã: Ea Bhôk, Ea Ktur, Hòa Hiệp thuộc huyện Krông Pắc.
Về địa lý, huyện Krông Ana được chia làm hai phần, cánh Nam và cánh Bắc, ngăn cách bởi đèo Ea Bông. Trong đó, khu vực cánh Bắc (gồm các xã: Ea Bhôk, Ea Ktur, Ea Tiêu, Hòa Hiệp) nhờ được sự giúp đỡ các chuyên gia CHDC Đức (Đông Đức cũ) về con người và các thiết bị trong sản xuất nông nghiệp. Trong khoảng thời gian ngắn đã có nhiều thay đổi diện tích trồng mới phát triển liên tục, giao thông thủy lợi được mở rộng. Hình thành được 6 nông trường Việt Đức, đơn vị quản lý Xí nghiệp liên hiệp cà phê Việt Đức, quản lý phần diện tích rộng lớn chiếm 65% điện tích của huyện hiện tại. Sau đó chuyên gia Đức về nước, các nông trường được quản lý độc lập trực thuộc tổng công ty cà phê Việt nam.
Sau thời kỳ bao cấp các doanh nghiệp quốc doanh khoán vườn cây lại cho công nhân và người dân làm liên kết. Sau khi các nông trường quốc doanh giao khoán, người dân đã phát triển vườn cây trong rẫy nông nghiệp của mình, trong khoãng thời gian ngắn cây cà phê được trồng xen lẫn với cây nông nghiệp. Lúc đầu mang tính thử nghiệm, nhưng với sự lao động người dân, cây cà phê ở các xã vùng sâu đạt được những bước phát triển nhất định.
Nông trường cao su 19/8 được thành lập thuộc tổng công ty cao su Đắk Lắk tiếp quản đồn điền Lệ Xuân (Trần Lệ Xuân), nông trường này được tách từ Nông trường Ea Tiêu, phát triển trồng mới thêm cao su. Nhờ diện tích rộng địa hình bằng phẳng do khai hoang chưa sử dụng hết người dân gia tăng chăn nuôi, bò, trâu, lợn, gà v.v... Lúa rẫy, các loại cây họ đậu được gieo trồng theo mùa của Tây Nguyên. Trong thập niên 80 thế kỷ 20 huyện đã trở thành một nơi Xuất khẩu cà phê, cao su của tỉnh Đắk Lắk.

Công ty cà phê Việt Đức, trước đây là xí nghiệp cà phê Việt Đức đóng chân

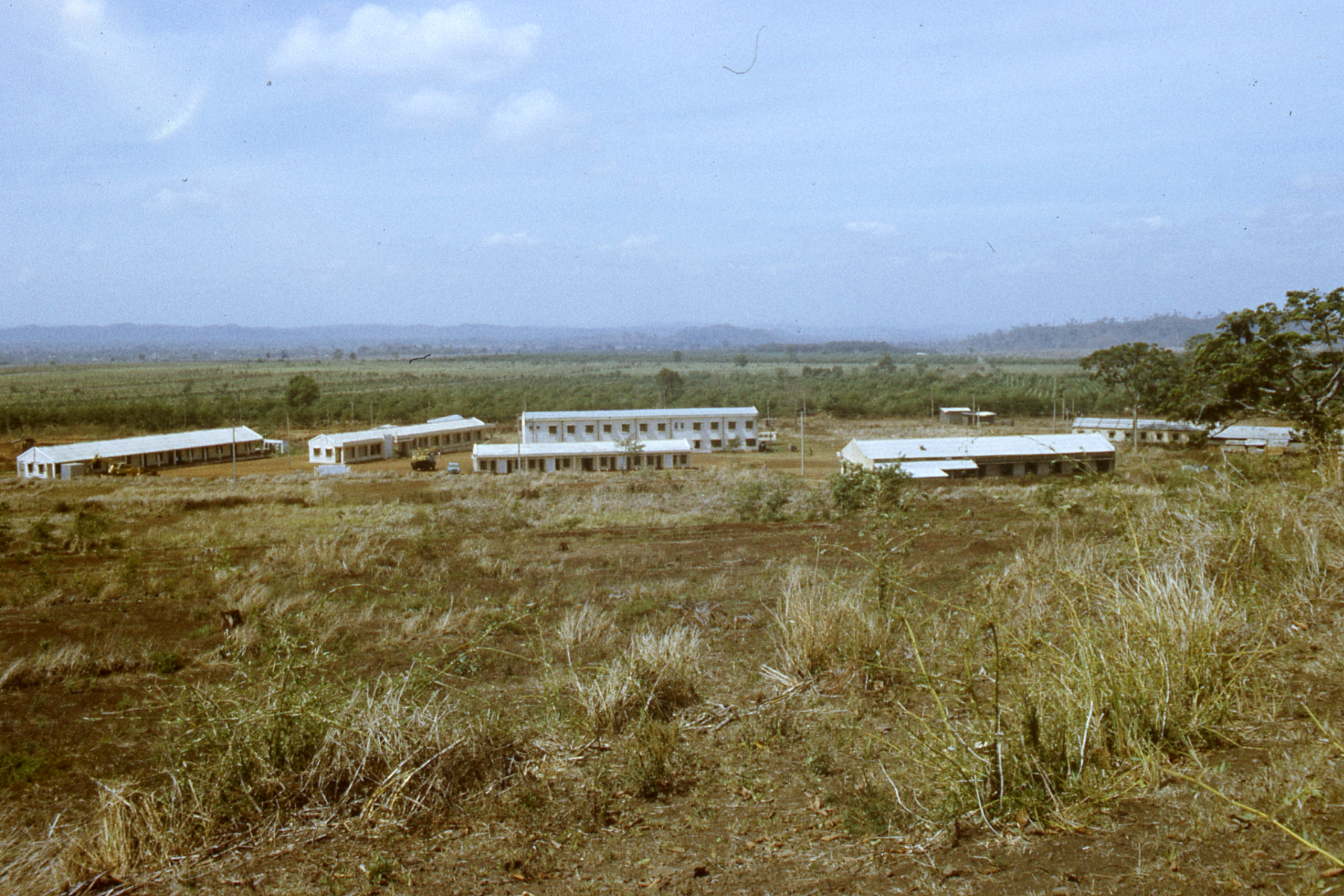
Xí nghiệp liên hiệp cà phê Việt Đức năm 1985, chụp phía sau trên đồi cao

Các xã phía đông nam vẫn là núi rừng mênh mông. Dân di cư từ các vùng miền đông dần, tỉnh phải tiến hành thành lập xã mới. Cây trồng chủ yếu lúa nước và các cây lương thực ngắn ngày, sản lượng lương thực theo kiểu tự cung tự cấp. Cây công nghiệp thích hợp với cây điều nhiều hơn, các cây khác diện tích chiếm khá ít. Về công nghiệp chỉ mang tính sản xuất thô sơ gạch ngói thủ công, khai thác cát cho TP. Buôn Ma Thuột và các vùng xung quanh.
Hàng năm huyện cứ tiếp thêm một lượng di cư dân tự do của miền Bắc chủ yếu là các tỉnh Nghệ An,Hà Tĩnh, Thanh Hóa, Huế, Thái Bình v.v..., tạo sự hình thành nhiều vùng dân cư mới. Sự thay đổi dân số về cơ học và tự nhiên đã làm thay đổi cho huyện đáng kể về nguồn lực cho lao động. Các ngành nghề thay đổi chuyển biến, cơ giới hóa về sản xuất nông nghiệp tạo sự gia tăng về sản lượng. đầu tư của người dân tăng đáng kể cho nông nghiệp.
Y tế có 02 bệnh viện đa khoa, một bệnh viện huyện và một bệnh viện Việt Đức ở cánh Bắc thuộc Bộ NN-CN-TP, 170 giường bệnh. 01 Trung tâm y tế dự phòng (Trung tâm y tế), 100% thôn, buôn, tổ dân phố có nhân viên y tế thôn buôn.

### Thành lập huyện Cư Kuin
Do địa hình phức tại đi lại khó khăn cách trở, huyện cũ được chia thành hai cách Nam và cánh Bắc, quản lý về mặt nhà nước khó khăn hai cách gần như độc lập với nhau. Với khoảng cách gần như độc lập đó, việc thành lập mới để thuận lợi cho người dân hơn. Về các phần kinh tế, giao thông, điện, đường, trường, trạm được linh hoạt hơn.
Huyện Cư Kuin được thành lập vào ngày 27 tháng 8 năm 2007 trên cơ sở tách 8 xã: Cư Êwi, Dray Bhăng, Ea Bhôk, Ea Hu, Ea Ktur, Ea Ning, Ea Tiêu và Hòa Hiệp thuộc huyện Krông Ana.
Sau khi thành lập, huyện Cư Kuin có 8 xã nói trên. Trụ sở huyện đóng tại xã Dray Bhăng.
Kinh tế hai cánh thay đổi các dịch vụ mới để cung ứng phát triển theo, cho nhu cầu tiêu dùng của người dân. Giáo dục và y tế được người dân và chính quyền quan tâm hơn. Từ khoảng thập niên 90 thế kỷ 20, lượng lao động trẻ đổ ra Thành phố ngày một nhiều, mặc dù kinh tế phát triển đều nhưng vẫn là huyện thuần nông. Cơ sở hạ tầng phát triển điện, đường, trường, trạm. Huyện có điều kiện quản lý tốt hơn.
Hiện tại kinh tế chủ đạo của huyện vẫn là cây công nghiệp dài ngày cà phê, cao su, cây điều. Người dân tự chủ đầu tư cho vườn cây của mình. Lượng di dân có kế hoạch hay tự do hiện đã dừng lại, người dân ngày càng tìm kiếm thêm nhiều diện tích đất, cho mình hơn để mở rộng nông nghiệp cho gia đình.

### Giải thể huyện Cư Kiun
Kết luận số 126-KL/TW yêu cầu nghiên cứu định hướng tiếp tục sắp xếp bỏ cấp hành chính trung gian (cấp huyện); định hướng sáp nhập một số đơn vị hành chính cấp tỉnh. Theo đó các đơn vị công an đi trước, bỏ cấp quận huyện, sau đó các bộ máy khác như thanh tra, toà án, các bộ máy hành chính đi theo hướng bỏ cấp huyện, quận.
Phó Thủ tướng Thường trực Nguyễn Hòa Bình - Trưởng Ban Chỉ đạo Ban Chỉ đạo thực hiện sắp xếp, tổ chức lại đơn vị hành chính các cấp và xây dựng mô hình tổ chức chính quyền địa phương 2 cấp cho biết: trong đề án Chính phủ trình, có khoảng 1/3 nhiệm vụ của huyện chuyển lên tỉnh, 2/3 chuyển xuống xã - xuống cơ sở. Bộ Chính trị chủ trương lấy ý kiến tất cả các tổ chức đảng, bộ, ngành, địa phương trong tháng 3 năm 2025.
Nghị quyết số 60-NQ/TW ngày 12/4/2025 Hội nghị lần thứ 11 Ban Chấp hành Trung ương Đảng khóa XIII
xác định kết thúc hoạt động của đơn vị hành chính cấp huyện (quận) từ ngày 01/7/2025 sau khi Nghị quyết sửa đổi, bổ sung một số điều của Hiến pháp năm 2013 và Luật Tổ chức chính quyền địa phương năm 2025 (sửa đổi) có hiệu lực thi hành. 
Các xã mới của huyện Cư Kuin cũ gồm:Ea Ning, Ea Ktur, Dray Bhăng.

## Giao thông

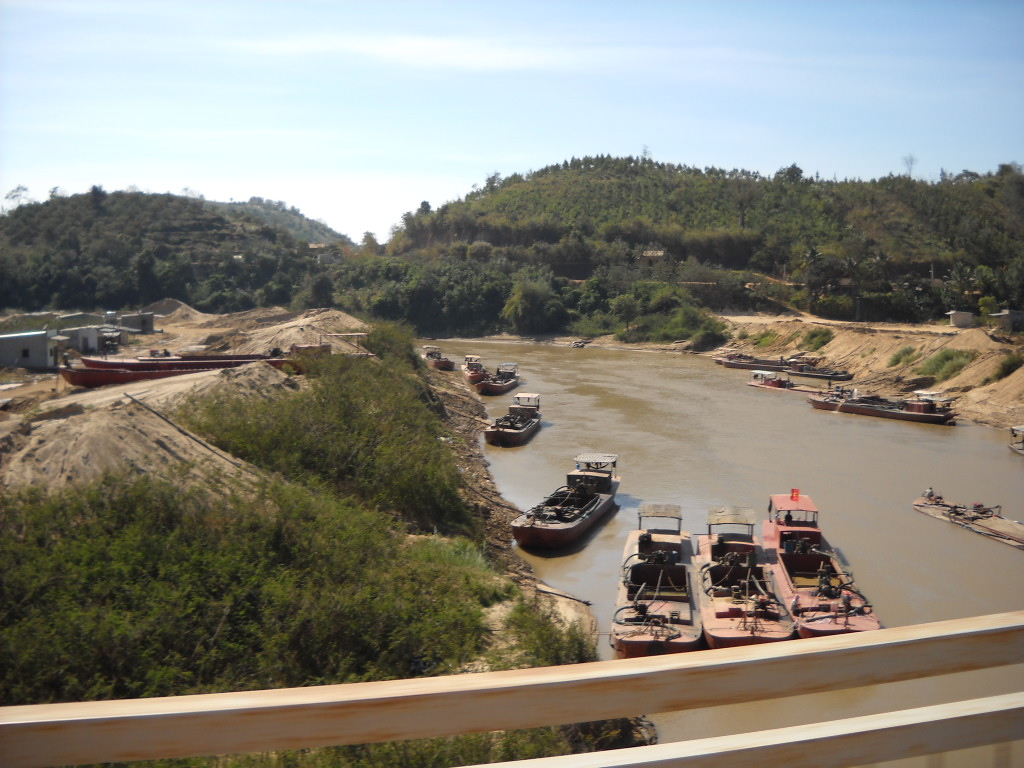
Sông Krông Ana, đoạn qua Hòa Hiệp, Cư Kuin

Huyện có vị trí giao thông thuận lợi cho giao thương, đặc biệt quốc lộ 27 tuyến đi từ Buôn Ma Thuột đi Đà Lạt. Giao thông nông thôn được chỉnh trang phù hợp với sự phát triển của nông thôn. Nhựa hóa 72% các con đường giao thông vào các xã, 100% nhựa hóa đường giao thông vào các buôn. Các đơn vị thôn được chính quyền và cùng nhân dân nâng cấp tiếp tục xây dựng mới các tuyến đường giữa các thôn. Hiện người dân đang sử dụng phổ dụng loại xe công nông. ôtô tải cỡ nhỏ để vận chuyển hàng hóa, được sử dụng rộng rãi trên các tuyến trong thôn, buôn. Cộng vào đó lượng xe máy phát triển hơn xe đạp đã khiến giao thông tại các thôn, buôn, luôn được chú trọng đổi mới sửa chữa để các phương tiện vận hành. Đường đất còn lại hai xã Ea Hu, Cư Êwi.

## Kinh tế
Cư Kuin là một huyện thuần nông, xen kẽ vào đó các ngành chế biến nông lâm sản phát triển
- Nông nghiệp: Các cây công nghiệp dài ngày chiếm phần lớn diện tích, chủ yếu cà phê, điều, hồ tiêu, số nhỏ cacao, cây điều nhuộm.

Cà phê: Các doanh nghiệp sản xuất chế biến cà phê tập trung đông tại vùng sản xuất như: Cty cà phê Việt Đức; Ea Sim; Ea Hnin; Ea Ktur; Ea Tiêu; Nông trường cà phê Cư Kũin.
Cao su: Nông trường cao su 19/8 trồng và thu hoạch mủ cao su. Công ty cà phê Việt Đức vừa sản xuất cà phê vừa trồng và thu hoạch mủ cao su.
Cây điều: Nông trường cà phê Cư Kuin vừa sản xuất cà phê và trồng và thu hoạch, thu mua của những vùng khác, sản xuất chế biến thô xuất khẩu.
- Công nghiệp chưa được định hình rõ ràng. Được thể hiện qua một số nét chấm phá: Gồm cơ khí sửa chữa các loại tại nơi buôn bán dọc các tuyến giao thông trục đường chính; sản xuất gạch ngói, khai thác cát vùng thôn Giang Sơn, Đông Sơn xã Hòa Hiệp. Khai thác đá ở Hòa Hiệp, Ea Bhốk, Ea hu. Hiện đã có một vài nhà máy làm tôn dọc quốc lộ 27. Đến nay đã hình thành cụm Công nghiệp với diện tích dành cho các dự án khoảng 50ha; có 01 nhà máy sản xuất cà phê (Cà phê Ngon) của Ấn Độ đi vào hoạt động, góp phần giải quyết công ăn việc làm cho người dân địa phương.
- Thương mại và dịch vụ:

Thương mại: Có các chợ lớn như: Trung Hòa; Ea Hnin (chợ Việt Đức 4); 19/8; Kim Châu; chợ Việt Đức 3; An Bình và một số chợ nhỏ khác. Việc giao thương buôn bán, hàng hóa tiêu dùng hàng ngày đã đi vào sâu các thôn buôn, hàng quán nhỏ lẻ xen lẫn trong thôn buôn tạo cho người dân mua bán gần hơn.
Dịch vụ: Quán cà phê, bi da, Internet, sửa chữa lắp ráp máy tính, v.v.. phục vụ đa dạng cho người dân về các nhu cầu sinh hoạt, vui chơi phát triển lành mạnh.
- Phần còn lại dành cho cây nông nghiệp ngắn ngày, cây lúa, cây mía, cây đậu tương, đậu xanh, đậu đen, lạc, ngô v.v..

Thủy lợi
Thủy lợi được chú ý đặc biệt, về mùa khô phải bơm nước tưới cho các vùng trồng cây nông nghiệp cũng như công nghiệp. Cà phê, hồ tiêu được chú trọng tưới tiêu trong 6 tháng mùa khô của Tây Nguyên, hệ thống thủy lợi được khai thác tại các nguồn tại chỗ, chủ yếu nước ngầm từ các giếng trong lô, rẫy người dân tự túc đào phục vụ tưới tiêu. Các ao hồ cung cấp nước phục vụ 45% diện tích của huyện. Cứ vào mùa tưới là mực nước các ao hồ, lại xuống đến mức thấp nhất. Thời điểm khoảng 8 năm trở lại đây, tình trạng nước ngầm đang tụt xuống đần. Hàng năm người dân lại tổ chức nạo vét, đào sâu thêm xuống tìm thêm mạch nước ngầm. Một số xã vùng sâu nguồn nước ngầm của một số hộ bị ô nhiễm, khó sử dụng cho sinh hoạt.

## Văn hóa
Là một huyện có gần 20 dân tộc chung sống, dân tộc tại chỗ là Êđê. Còn lại là dân tộc miền núi phía Bắc di cư vào. Tôn giáo: Công Giáo, Phật Giáo, Tin Lành, Cao Đài. Trình độ dân trí vẫn chưa đồng đều, do các điều kiện và phong tục khác nhau được hội tụ từ khắp đất nước. Giống như tỉnh Đắk Lắk, huyện tập hợp dân từ nhiều tỉnh thành từ nơi khác đến. Thể dục thể thao chưa phát triển mạnh, chủ yếu theo hướng tự phát, sân bãi dùng cho thể thao diện tích khá ít, bị thu hẹp lại. Trước đây các đội sản xuất của các đơn vị kinh doanh, mỗi đội sản xuất đều có một sân bãi luyện tập thể thao.

## Giáo dục
Huyện Cư Kuin hiện có 2 trường cấp 3 (THPT) bao gồm:
- Trường THPT Y Jút
- Trường THPT Việt Đức